# Nallachius championi
Nallachius championi är en insektsart som först beskrevs av Navás 1914.  Nallachius championi ingår i släktet Nallachius och familjen Dilaridae. Inga underarter finns listade i Catalogue of Life.